# 칼립소 (신화)

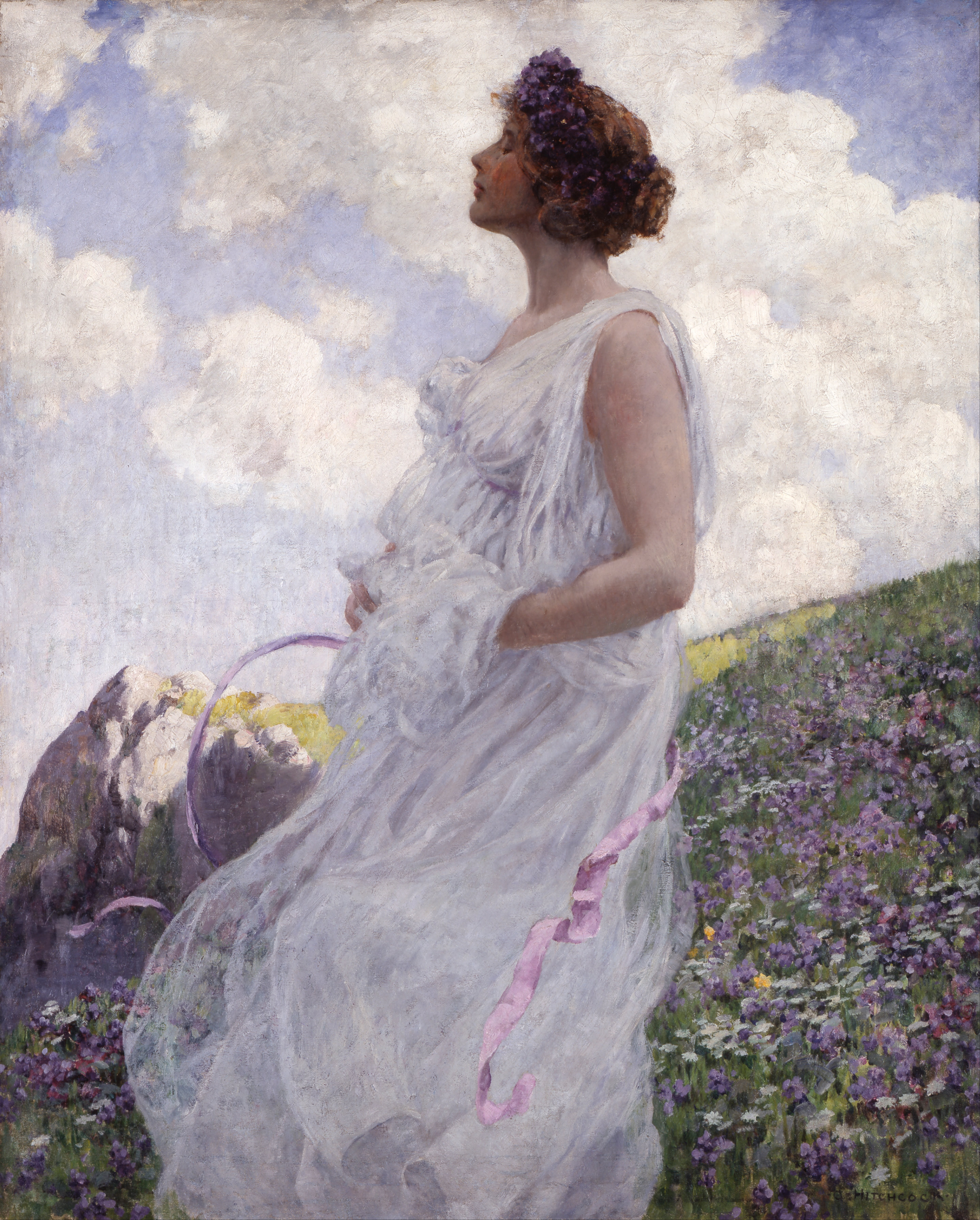

칼립소(그리스어: Καλυψώ, 영어: Calypso)는 그리스 신화에 나오는 님프이다.
티탄족인 아틀라스의 딸이라고도 하며 네레이데스의 하나이다. 혹은 헬리오스의 딸이라는 설도 있다. 전설의 섬 오기기아에 살았는데, 트로이 전쟁이 끝난 뒤 배를 타고 귀향길에 오른 오디세우스가 강풍을 만나 표류하다가 홀로 이 섬에 도착하였다. 칼립소는 오디세우스를 사랑하여 고향으로 돌아가고 싶어하는 그를 7년 동안이나 놓아 주지 않았다. 오디세우스에게 영원한 삶과 재물·권력을 주겠다고 하였으나 집으로 향하는 그의 마음을 돌리지 못하였다. 오디세우스의 수호신 아테나는 올림포스산의 신들에게 오디세우스의 불행한 처지를 하소연하였고, 제우스는 헤르메스에게 칼립소를 찾아가 그를 놓아 주라고 명하였다. 칼립소는 이 말에 복종하여 오디세우스로 하여금 뗏목을 만들어 돌아갈 수 있게 도와주었다.